# Alexander Vilenkin
Alexander Vilenkin (Александр Виленкин), né le 13 mai 1949 à Kharkiv (Ukraine), est un cosmologiste d'origine russe actuellement en poste à l'université Tufts (Massachusetts).

## Contributions
C'est un théoricien qui a travaillé notamment sur :
- les cordes cosmiques ;
- les théories sur la création[1] de l'univers à partir de fluctuations quantiques.
- le théorème de Borde-Guth-Vilenkin, sur la limite dans le passé de l'inflation d'un univers.